# Club Foot Ball Perú
El club Foot Ball Perú fue un equipo de fútbol, del Cercado de Lima , del Perú. El club se fundó 17 de setiembre de 1898 y fue uno de los primeros equipos limeños (formado por peruanos) en practicar el fútbol.

## Historia
El Foot Ball Perú se fundó 17 de setiembre de 1898, perteneciente al Cercado de Lima, del Departamento de Lima. Foot Ball Perú se creó, en su mayoría, de jóvenes estudiantes de la época. Su primer presidente honorario Carlos Arenas, vicepresidente Ubaldo Botto , tesodero Rafael Escardó y prosecretario  Roberto Erausquín. Fue formado a partir de las influencias de fútbol traídas por ingleses residentes en el Perú (los ingleses tenían mucho más tiempo practicando y perfeccionando el football soccer).
El club Foot Ball Perú compitió con clubes de origen inglés y posteriormente de origen peruano. Los clubes de la época fueron: Lima Cricket&Football Club , Association Football Club , Unión Foot Ball , Cable Central Athletic Club , Centro Sport Cosmopolitan , Unión Cricket entre otros equipos. También con varios equipos de origen de los centros educativos de aquella época. El Foot Ball Perú tuvo una corta vida institucional. Los acontecimientos se generaron antes de la formación de la Liga Peruana de Fútbol en 1912.

## Jugadores
- Francisco Almenara
- Oscar Basadre
- Alfredo Rosell
- Luis Aubrey

## Nota de Clubes No Relacionados

### Club Foot Ball Perú
- Existió otro limeño llamado: Club Foot Ball Perú,[1] cuyo origen es de la :Institución Educativa Emblemática Nuestra Señora de Guadalupe (actualmente denominado Colegio Nacional Nuestra Señora De Guadalupe). Fue formado en 1900; pero es un equipo totalmente diferente al primario. En el presente, este equipo o el equipo de representación del colegio, participa en campeonatos interescolares de fútbol de Lima.

#### Indumentaria
| Titular 1 | Titular 2 | Titular 3 | Titular 4 | Titular 5 | Titular 6 |

### Club Foot Ball Lima
Es un equipo de fútbol de origen Limeño, denominado Club Foot Ball Lima, fundado en 1897. En 1901 jugó un partido fútbol, con el equipo de los marinos de la nave Phaston. En beneficio de la de institución Auxiliadora de la Infancia. Tuvo una corta vida institucional.

#### Indumentaria
| Titular 1 | Titular 2 | Titular 3 |

## Enlaces
- http://blog.pucp.edu.pe/blog/juanluisorrego/2008/10/18/la-historia-del-futbol-en-el-peru/
- Tema: La Liga Peruana de Fútbol., Capítulo 2 de La difusión del fútbol en Lima, tesis de Gerardo Álvares Escalona, Biblioteca de la Universidad Nacional Mayor de San Marcos
- Tesis Difusión del Fútbol en Lima- Cap.2
- Tema: La Liga Peruana de Fútbol., Capítulo 3 de Los valores y adhesiones construidos en el fútbol, tesis de Gerardo Álvares Escalona, Biblioteca de la Universidad Nacional Mayor de San Marcos
- Tesis Difusión del Fútbol en Lima- Cap 3.

- Datos: Q27961478